# Đại học Thông tin Viễn thông Hàn Quốc
Được thành lập năm 1998, Đại học Thông tin Viễn thông Hàn Quốc (tiếng Anh: Information and Communications University-ICU) là một trường đại học chuyên đào tạo và nghiên cứu trong lĩnh vực công nghệ thông tin và viễn thông. Trường nằm ở thành phố Daejeon và bao gồm Trường Kỹ thuật và Trường Quản lý. Khoảng 20% sinh viên sau đại học là người nước ngoài. Hầu hết bài giảng được thực hiện bằng tiếng Anh.
Năm 2009, trường sáp nhập và trở thành một khoa riêng thuộc KAIST  (tên tiếng Anh KAIST Information Technology Convergence Campus)

## Tổ chức

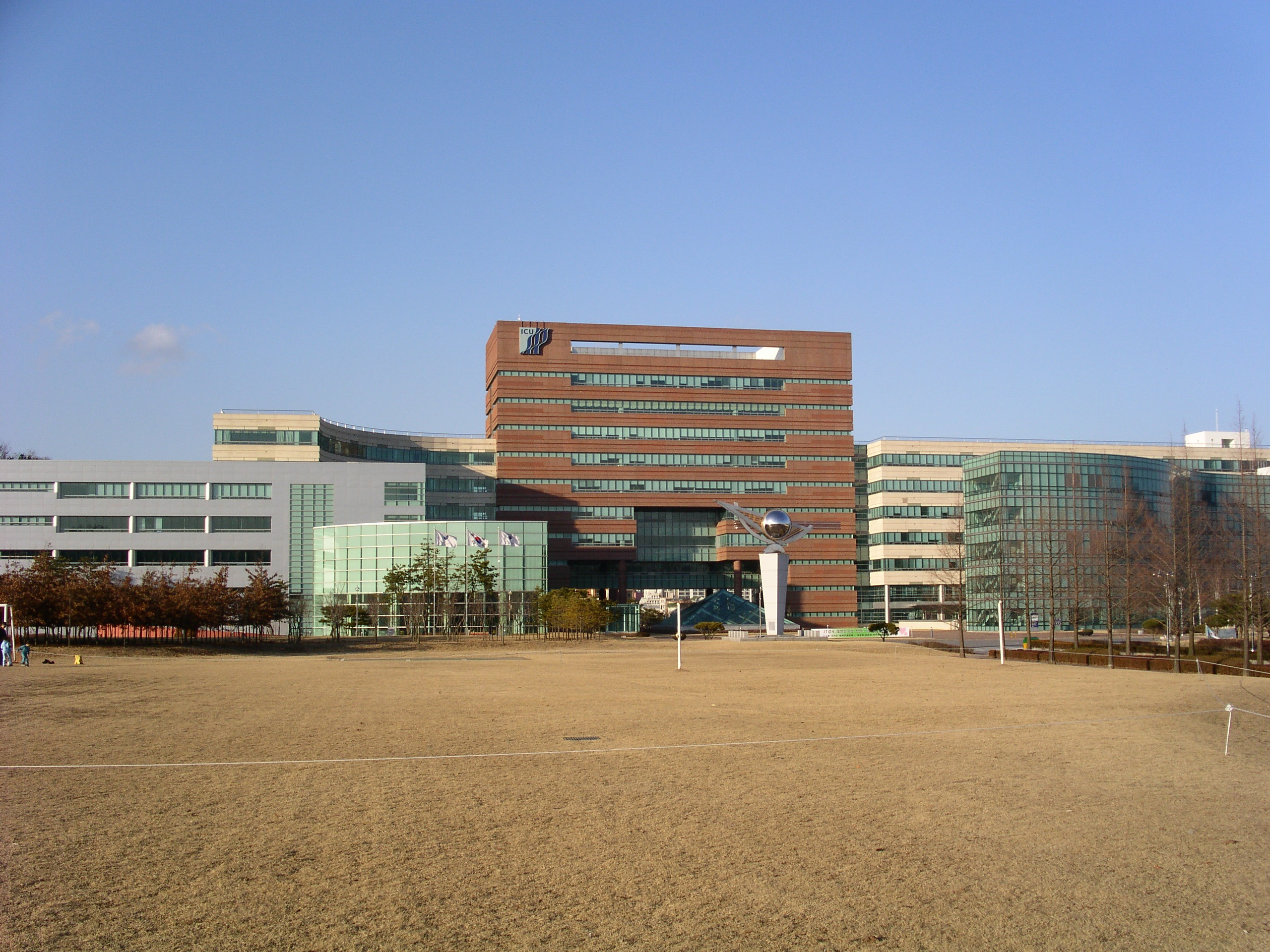
Khuôn viên trường

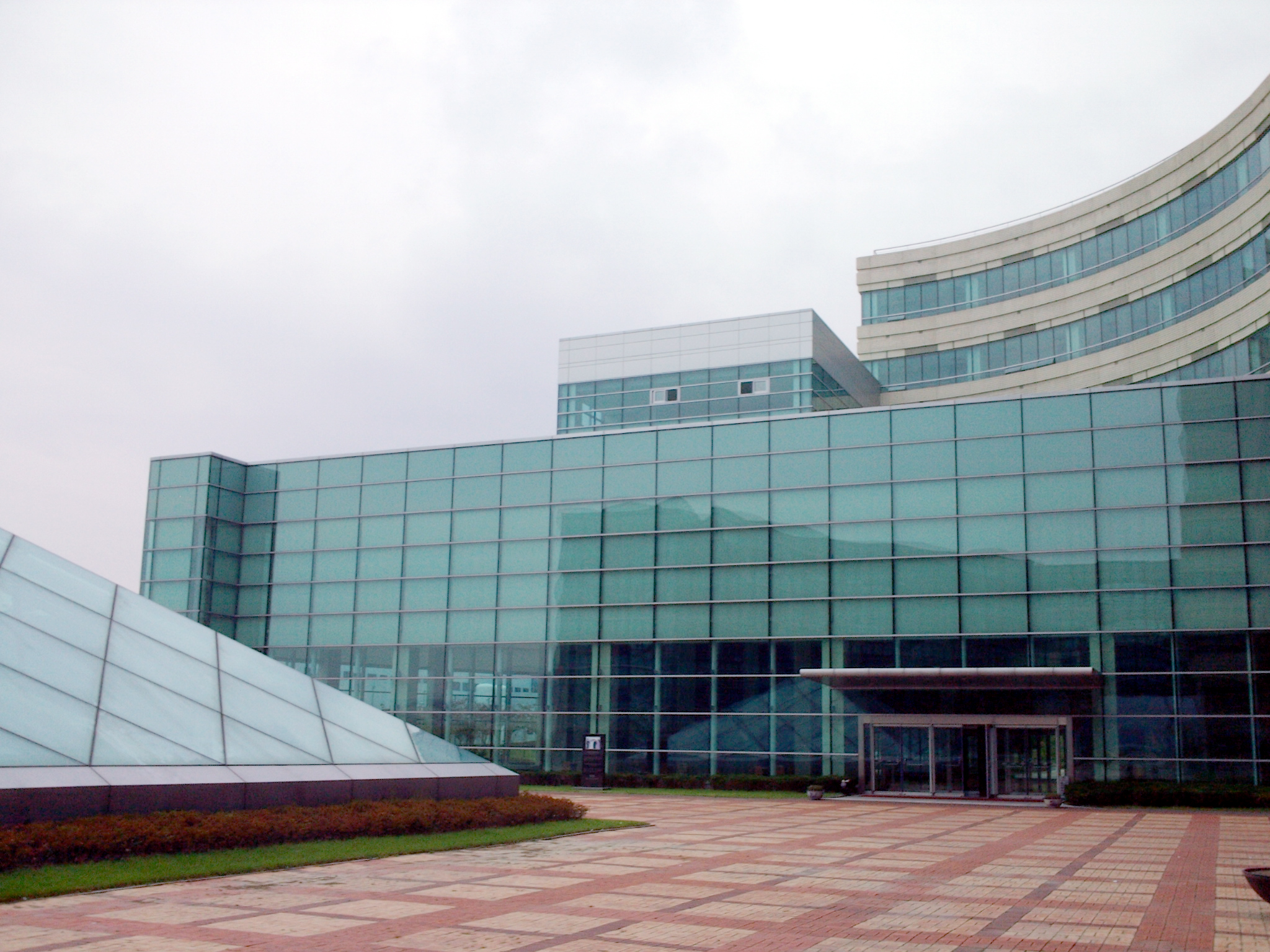
Khu giảng dạy

Trường đại học bao gồm Trường Kỹ thuật và Trường Quản lý. Trường Kỹ thuật tập trung vào lĩnh vực công nghệ thông tin và viễn thông và có khoảng 760 sinh viên. Trường Quản lý tập trung vào lĩnh vực tài chính và quản lý của ngành IT và có khoảng 160 sinh viên.
Trụ sở chính của trường thuộc Trung tâm Khoa học Daedeok của thành phố Daejeon. Hầu hết văn phòng khoa, khu quản lý và khu giảng dạy đều nằm trong tòa nhà phức hợp. Các phòng nghiên cứu thì khắp các tòa nhà riêng biệt. Ngoài ra trường còn có nhà ăn sinh viên, ký túc xá và sân vận động.
Một trụ sở khác nằm ở Gangnam-gu, Seoul.

## Lịch sử
- 1996-Thành lập bởi Bộ Thông tin
- 1998-Thành lập bộ phận đào tạo sau đại học với 114 sinh viên
- 1999-Thành lập trụ sở ở Hwa-am
- 2002-Thành lập bộ phận đào tạo đại học với 105 sinh viên
- 2004-Dời trụ sở sang khu Munji
- 2009-Sáp nhập vào KAIST